# Пули-Чархи
34°31′11″ с. ш. 69°20′51″ в. д.

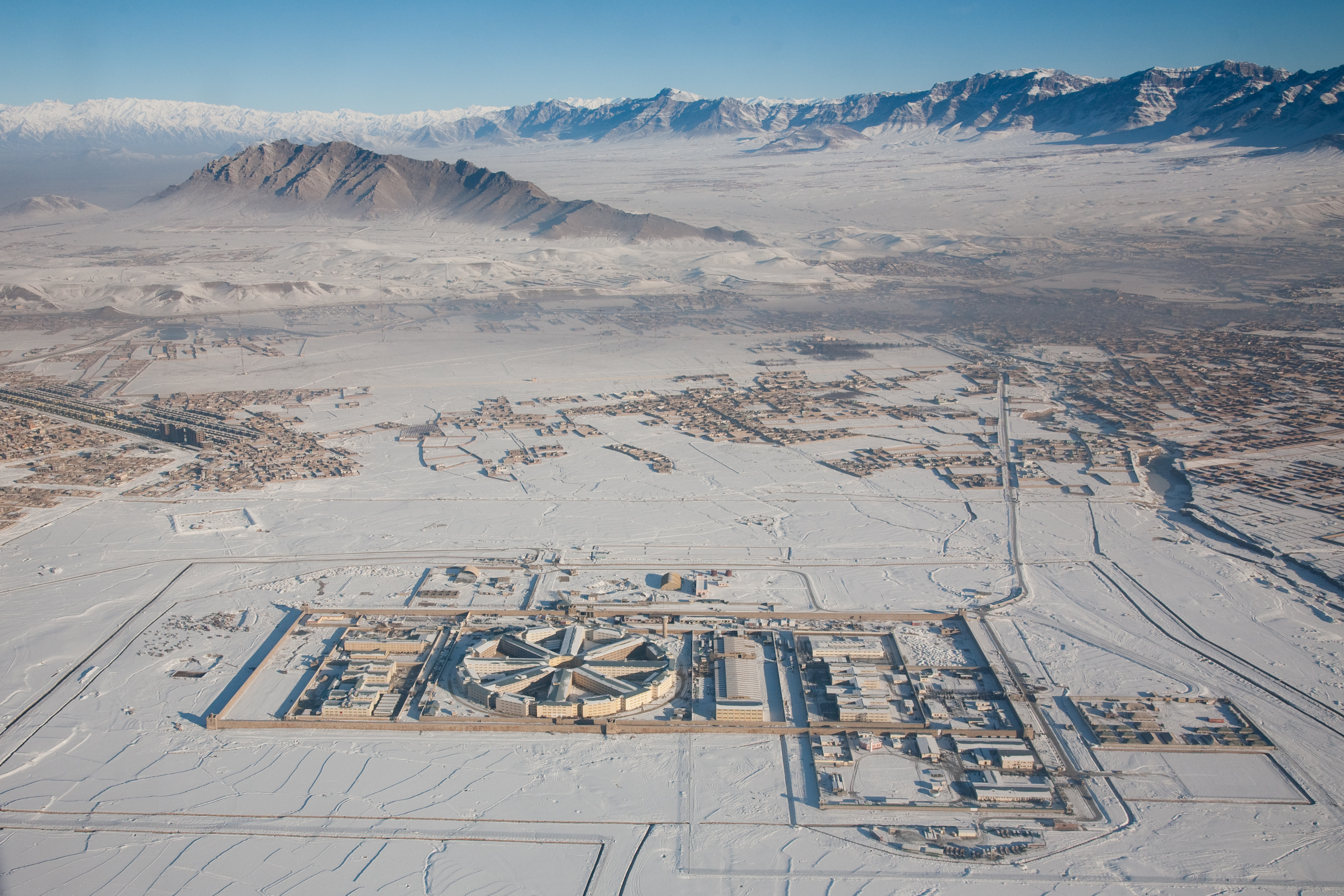
Вид тюрьмы Пули-Чархи с воздуха

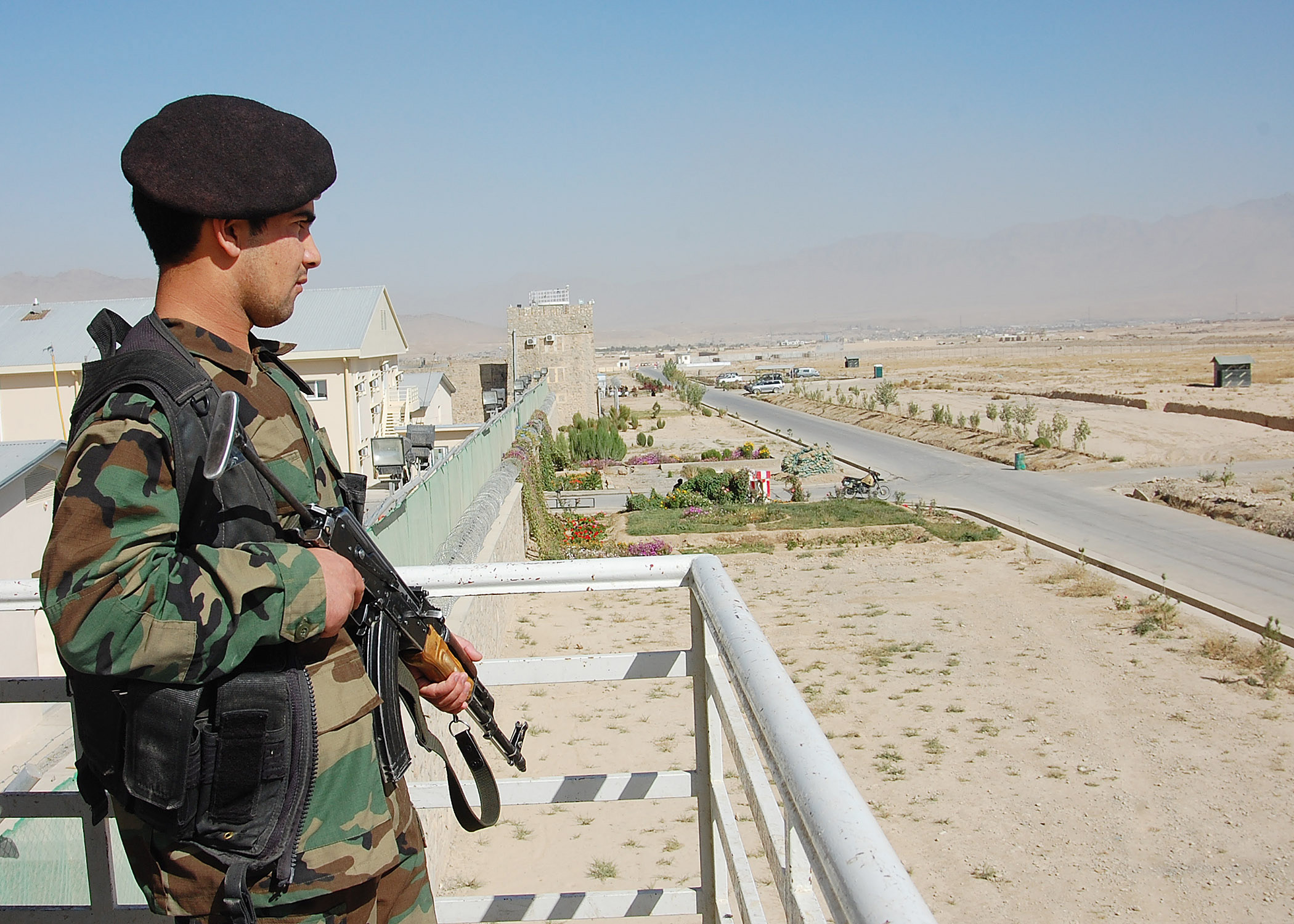
Охранник тюрьмы на посту, 2008 год

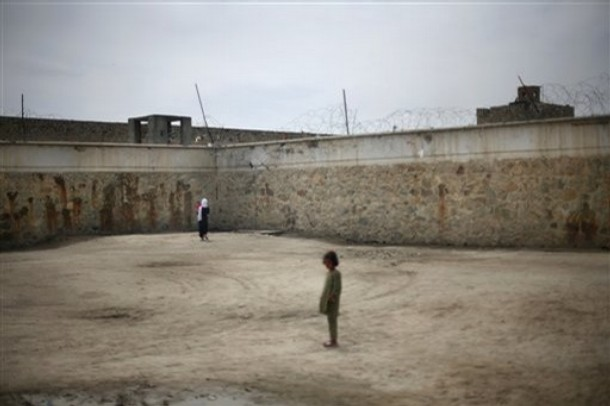
Тюремная стена

Тюрьма Пули-Чархи (пушту ‎и дари زندان پل چرخی) — крупнейшая тюрьма Афганистана, расположена на восточной окраине Кабула.

## История
Строительство тюрьмы было начато в 1973—1974 годах по распоряжению тогдашнего президента Мухаммеда Дауда. Для её проектирования были привлечены европейские архитекторы и специалисты пенитенциарной системы.
При правлении НДПА в 1978—1992 годах в тюрьме содержались политические заключённые, арестованные спецслужбой ХАД. Заключённых пытали, возле тюрьмы осуществлялись массовые расстрелы.
27 декабря 1979 года в рамках операции «Байкал-79» тюрьма была захвачена бойцами отряда «Зенит» КГБ СССР, был освобождён ряд политзаключённых, в том числе семья убитого Нур Мохаммада Тараки. Об этом потом была написана песня.
В 1992—1996 годах тюрьма использовалась силами Исламского Государства Афганистан, а в 1996—2001 годах — силами Талибана. При талибах через неё прошли, как утверждается, свыше 100 000 человек.
С 2001 года тюрьма использовалась новыми афганскими властями. Она была переименована в Афганское национальное место заключения. В 2007 году в эту тюрьму из тюрьмы в Гуантанамо для суда по афганским законам по обвинению в терроризме были перевезены около 250 афганцев. В тюрьме содержались арестованные боевики Талибана, которые составляли около 20 % от общего количества около 10 000 заключённых, одновременно содержавшихся в тюрьме в этот период. В феврале 2006 года и в марте 2008 года в Пули-Чархи происходили бунты заключённых.
В 2006 году возле тюрьмы была найдены захоронения около 2000 человек, как предполагается, расстрелянных в 1978—1992 годах. В 2007 году было найдено ещё одно подобное захоронение.
В 2014 году чиновников Госдепартамента США обвинили в том, что средства, которые были направлены правительством США на реконструкцию тюрьмы, были растрачены. Специальный генеральный инспектор по реконструкции Афганистана Джон Сопко утверждал, что в 2009 году правительство США направило на реконструкцию тюрьмы свыше 20 млн долларов, однако спустя годы выполнено лишь 50 % работ, тогда как по отчётам было выполнено 90 % работ. Кроме того, инспекция показала, что качество самих работ также было неудовлетворительным — в частности, вместо металлического покрытия на крышу стелились деревянные доски, был отмечен и ряд других нарушений строительных норм. После захвата Кабула 15 августа 2021 года талибы освободили из тюрьмы Пули-Чархи сотни заключённых. Затем талибы вновь начали наполнять тюрьму заключёнными.